# Arteria tibialis anterior

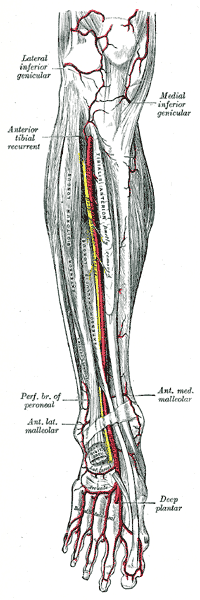
Arteria tibialis anterior

Die Arteria tibialis anterior („vordere Schienbeinarterie“) – bei Tieren als Arteria tibialis cranialis bezeichnet – ist eine Schlagader des Unterschenkels. Sie ist neben der hinteren Schienbeinarterie (Arteria tibialis posterior) und der Wadenbeinarterie (Arteria peronea) der drei Hauptäste der Kniekehlarterie (Arteria poplitea). 
Die Arteria tibialis anterior verläuft in der vorderen Unterschenkelmuskulatur in Richtung Sprunggelenk und gibt dabei mehrere Äste ab: 
- Arteria recurrens tibialis posterior
- Arteria recurrens tibialis anterior
- Rami musculares
- Arteria malleolaris anterior medialis
- Arteria malleolaris anterior lateralis
- Ramus circumflexus fibularis

Ab der Sprunggelenksbeuge wird die Fortsetzung der Arterie als Fußrückenarterie (Arteria dorsalis pedis) bezeichnet, die den Hauptteil der Blutversorgung des Fußes übernimmt.